# Pimpinella lithophila
Pimpinella lithophila là một loài thực vật có hoa trong họ Hoa tán. Loài này được Schischk. miêu tả khoa học đầu tiên.